# Qatar Open 2023
Qatar Total Open 2023, cunoscut și sub numele de Qatar TotalEnergies Open, a fost un turneu profesionist de tenis feminin care s-a disputat pe terenuri cu suprafețe dure. A fost cea de-a 21-a ediție a evenimentului și un turneu de nivel WTA 500 în Circuitul WTA 2023. Aa avut loc la complexul internațional de tenis și squash din Doha, Qatar, între 13 și 18 februarie 2023.

## Campioni

### Simplu feminin
Pentru mai multe informații consultați Qatar Open 2023 – Simplu

### Dublu feminin
Pentru mai multe informații consultați Qatar Open 2023 – Dublu

## Puncte și premii în bani

### Distribuția punctelor
| Probă  | C   | F   | SF  | QF  | R16 | R32 | Q   | Q2  | Q1  |
| Simplu | 470 | 305 | 185 | 100 | 55  | 1   | 25  | 13  | 1   |
| Dublu  | 470 | 305 | 185 | 100 | 1   | N/A | N/A | N/A | N/A |

### Premii în bani
| Probă  | C        | F       | SF      | QF      | R16     | R32    | Q2     | Q1     |        |
| Simplu | $120,150 | $74,161 | $43,323 | $20,465 | $11,145 | $7,500 | $5,590 | $2,860 | $1,500 |
| Dublu* | $40,100  | $24,300 | $13,900 | $7,200  | $5,750  | N/A    | N/A    | N/A    | N/A    |

*per echipă